# Incubación artificial

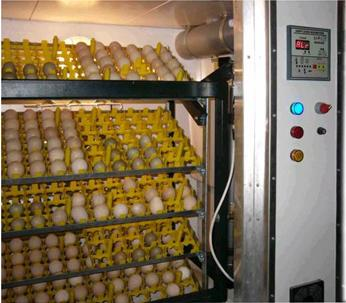
Incubadora de huevos.

La incubación artificial, es la incubación de huevos mediante máquinas incubadoras que brindan un medio ambiente adecuado y controlado para que se desarrollen las crías de aves y reptiles. A nivel comercial esta ampliamente difundido el uso de incubación artificial para criar gallinas, pavos, patos y codornices.

## Incubación de gallinas
En el caso de las gallinas el período promedio de incubación de los polluelos es de 21 días pero ello depende de la temperatura y humedad en la incubadora. La regulación de la temperatura es el factor crítico para una incubación exitosa. Apartamientos en más de 2 °C de la temperatura óptima de 37.5 °C hace que disminuya la tasa de producción de polluelos. La humedad también es importante ya que la velocidad con la cual los huevos pierden agua por evaporación depende de cual es la humedad relativa del ambiente. La magnitud de la evaporación se puede determinar mirando el huevo a trasluz con una vela, para observar el tamaño del saco de aire, o pesando el huevo para observar las variaciones de su peso. La humedad relativa debe incrementarse a valores cercanos al 70% durante los tres últimos días de la incubación de manera de que la membrana que rodea al polluelo que se está incubando permanezca húmeda luego de que el polluelo quiebra el cascarón. Durante los primeros 18 días se recomiendan valores inferiores de humedad para asegurar una tasa de evaporación adecuada. La posición de los huevos en la incubadora también puede influir sobre el éxito de la incubación artificial. Los mejores resultados son cuando los huevos se colocan con su extremo más aguzado apuntando hacia abajo y se los voltea diariamente con regularidad (por lo menos tres veces por día) hasta uno a tres días antes de que hagan eclosión. Si no se voltean los huevos, el embrión en su interior puede adherirse al cascarón y puede desarrollar defectos físicos.
Es necesario que durante la incubación la ventilación sea buena de manera de proveer oxígeno al embrión. Los huevos más viejos requieren de mayores niveles de ventilación.
Numerosas incubadoras comerciales son anaqueles de dimensiones industriales con capacidad para miles de huevos, poseen un sistemas de rotación de huevos completamente automatizados. Las incubadoras caseras son cajas con capacidad que varía entre 6 a 75 huevos; por lo general son alimentadas eléctricamente, pero antiguamente eran calefaccionadas con una lámpara de aceite o parafina.